# Mycomya thrakis
Mycomya thrakis är en tvåvingeart som beskrevs av Chandler 2006. Mycomya thrakis ingår i släktet Mycomya och familjen svampmyggor.
Artens utbredningsområde är Grekland. Inga underarter finns listade i Catalogue of Life.